# Organisation internationale de l'aviation virtuelle
Le réseau IVAO  ou International Virtual Aviation Organisation est une organisation internationale permettant aux amateurs de simulation aéronautique de réaliser en temps réel toutes sortes de liaisons aériennes virtuelles, de fournir ou de jouir de services de contrôle aérien, et de bénéficier de cours, et de formations. Le but étant de se rapprocher le plus possible de la réalité, suivant les procédures de contrôle aérien en vigueur dans le monde entier.

## Présentation
Le réseau IVAO fournit aux passionnés de simulateur de vol un environnement multi-utilisateurs "aussi réaliste que possible" suivant la devise incluant des services de contrôle aérien en temps réel, une formation de qualité pour les personnes désireuses d'apprendre ou de se perfectionner, des événements variés et toute une gamme de services, et ceci, bénévolement.
Accessible dès l'âge de 13 ans, l'adhésion à IVAO se fait via internet ou les utilisateurs ont l'obligation de fournir leur véritable identité. À la suite de cela, un identifiant et des codes d'accès sont alors communiqués par le réseau et serviront d'identifiant pour se connecter ultérieurement.
Il est ensuite possible de passer des examens théoriques et pratiques dont les programmes suivent les formations réelles aéronautiques, telles que le PPL (A ou H) ou la licence de pilote de ligne afin d'acquérir des statuts supérieurs que ce soit en tant que pilote, ou en tant que contrôleur aérien.
Des équivalences de grades sont possibles jusqu'aux niveaux APC et CP d'IVAO soient dans le réel : Contrôleur Approche (APP-APS) pour APC et CPL ou ATPL avec IR et MEP pour CP. Le fonctionnement du réseau repose sur des serveurs répartis dans plusieurs pays pour les connexions des membres du réseau, et afin d’assurer leur stabilité.
Pour être connecté en tant que pilote, un membre doit être munis d'un simulateur de vol tel que Flight Simulator X (ou P3D) de Microsoft ou X-Plane.
Les contrôleurs utilisent principalement deux logiciels spécifiques sur le réseau IVAO, à savoir Altitude (anciennement IvAc) et Aurora pour le contrôle aérien ainsi que Teamspeak pour les communications vocales avec les pilotes.
Les règles de fonctionnement tâchent d’être aussi proches que possible de la réalité notamment en ce qui concerne le contrôle des avions en vols ou au sol mais également dans le respect des procédures.

## Histoire
Les premières plateformes de simulation de vol en environnement multijoueur (MMORG) ont été mises en place par Jason Grooms, James Willan, Joe Jurecka et Marty Bochane dans le milieu des années 1990, lorsqu'ils ont créé le SquawkBox programme (Microsoft Flight Simulator 5.1 plugin) et ProController (radar destiné au contrôle de la circulation aérienne virtuelle).
Ces deux programmes ont été connectés à FSD, un simple serveur MMORG a permis de faire évoluer ensemble (un contrôleur et un avion) d'un environnement vers plusieurs-vers-plusieurs environnement.
Grâce à ces programmes, SATCO (devenu VATSIM) a été le premier grand réseau en ligne pour créer un environnement de simulation aéronautique. Le 16 décembre 1998, IVAO a été fondée après des divergences entre les dirigeants de SATCO, développées au sein de l'organisation.
Fin 2005, le président sortant d'IVAO, après un nouveau conflit décida de faire "sécession" de la "maison mère", créant ainsi IVAO.org, alors que l’organisation principale a obtenu l'autorisation d'utiliser le nom de domaine d'IVAO.aero.
Le 25 avril 2007, IVAO fût enregistrée en tant qu'association à but non lucratif tel que l'établissent les lois du 27 juin 1921, amandées le 2 mai 2002. L'enregistrement d'IVAO a fait l'objet d'une mention au Journal officiel du Royaume de Belgique. Par la suite, l'organisation publie un site Web documentant les nouveaux statuts,.

## Membres
Le réseau compte environ 229 992 membres en janvier 2020 (dont 21 940 actifs en juillet 2023), répartis sur les divisions du monde entier. On recense environ 8 000 connexions par jour, avec des pointes pouvant atteindre plus de 1 200 connexions simultanées généralement le week-end.
Le nombre maximal de connexions simultanées est actuellement de 3 004, record atteint dans la soirée du samedi 10 décembre 2016 lors du Crowded Skies XIII - One night, One record, événement annuel destiné à inciter les membres à se connecter simultanément sur le réseau. Le précédent record était de 2604 connexions simultanées établie dans la soirée du 12 décembre 2015 (Crowded Skies, 9e édition), soit donc une hausse de 400 connexions par rapport au record de 2015. Le réseau est donc en constante progression depuis sa création.

### Personnels de direction
IVAO est organisée de façon relativement hiérarchique.
- Au sommet de la pyramide se situe le "Bureau de direction" (Board of Governors) composé du président, du vice-président, du trésorier, du secrétaire, du responsable des structures informatiques.
- L’exécutif d'IVAO est l'instance inférieure, composé de cinq membres titulaires, et de cinq assistants. Ces membres "superviseurs" sont, avec les chefs de départements, les plus hautes autorités du réseau.
- Les départements de l’organisation sont répartis ainsi:
  - le département formation, composé des membres les plus expérimentés et qualifiés du réseau, responsables de la gestion des examens et entraînements des pilotes et contrôleurs. Supérvisé par le TD (Training Director). Les membres de l'équipe sont des "Advisors".
  - Le département membres, chargé des relations entre les utilisateurs du réseau, des inscriptions aux changements de divisions. Supervisé par le MD (Membership Director). Les membres de l'équipe sont des "Advisors".
  - Le département des relations publiques, chargé de la communication sur les chaînes YouTube, ainsi que sur les pages Instagram, Discord, Twitter de l'organisation. Supervisé par le PRD (Public Relations Director). Les membres de l'équipe sont des "Advisors".
  - Le département des opérations de contrôle, chargé de la gestion des contrôleurs aériens, ainsi que de la base de données générale utilisée par les services de contrôle. Supervisé par l'AOD (ATC Operations Director). Les membres de l'équipe sont des "Advisors".
  - Le département des opérations aériennes, chargé des bases de données utilisées par les pilotes du réseau (routes, indicatifs d'appellations, etc.). Supervisé par le FOD (Flight Operations Director). Les membres de l'équipe sont des "Advisors".
  - Le département des opérations spéciales, chargé des opérations militaires, de police ou de secours sur le réseau. Supervisé par le FOD (Special Operations Director). Les membres de l'équipe sont des « Advisors ».
  - Le département évènements, chargé de l'organisation des événements de l'organisation, que ce soit des "HQ events", ou des événements départementaux. Les événements des opérations spéciales sont gérés par le département compétent. Supervisé par l'ED (Events Director). Les membres de l'équipe sont des « Advisors ».
  - Le département des tours du monde, est responsable de la création des IVAO World Tours, permettant aux pilotes de voler dans un cadre donné, autour du monde. les tours sont classés selon différentes catégories (VFR, IFR, Supersonic, Cargo, etc.). Supervisé par le WTD (World Tour Director). Les membres de l'équipe sont des « Advisors ».
  - Le département développement, chargé de la maintenance, du design, et des technologies clés du réseau

En mars 2023, IVAO compte 21 membres principaux du personnel des départements de 11 nationalités différentes.
- Le personnel de division constitue la partie du staff la plus "visible" d'IVAO, facilement contactée par les membres. La répartition de ce staff, se fait également selon les départements supérieurs. Ainsi, chaque division a son propre responsable des opérations aériennes (XX-FOC, avec XX les lettres relatives au pays (MA pour le Maroc, FR pour la France, etc.) et les trois lettres faisant référence au département). L'équipe divisionnelle est supervisée par un Directeur et un Directeur Adjoint, qui font de facto partie des membres seniors d'IVAO, dont l'un doit obligatoirement résider dans le pays représenté par la division.

D'autres membres peuvent bénéficier d'un statut spécial, comme celui de "Superviseurs", "Traning Documentation Manager", ou "Forum Administrator". Ces fonctions de responsabilité sont rarement vacantes, et occupées par des membres connus et expérimentés du réseau.

### Grades
Afin de montrer l'expérience et le savoir-faire des membres, l’organisation a mis en place un système d'entraînements et d'examens, permettant aux Pilotes et contrôleurs. La réussite d'un examen est proclamée si la note est supérieure ou égale à 75/100. Pour accéder à un rôle supérieur, il faut premièrement déjà avoir réussi les examens des grades précédents. 
Le seul moyen de sauter des échelons est d'avoir une qualification similaire dans la vraie vie, permettant d'avoir un grade similaire à celui réel; ou d'avoir un rôle similaire dans un autre réseau de vol virtuel : VATSIM ou POSCON

#### Pilotes
Les grades pilotes sont les suivants:
- Élève pilote basique (FS1) : automatiquement attribué à l'inscription.
- Élève pilote (FS2) : automatiquement attribué après 10h de vol.
- Élève pilote émérite (FS3) : attribué après réussite d'un examen théorique en langue anglaise, possible après un minimum de 25h en ligne en tant que pilote.
- Pilote privé (PP) : attribué après réussite d'un examen théorique en langue anglaise suivi d'un examen pratique, possible après 50h en ligne en tant que pilote.
- Pilote privé émérite (SPP) : attribué après réussite d'un examen théorique en langue anglaise suivi d'un examen pratique avec un examinateur qualifié de la division membre, possible après 100h en tant que pilote.
- Pilote commercial (CP) : attribué après réussite d'un examen théorique en langue anglaise suivi d'un examen pratique avec un examinateur qualifié de la division membre, possible après 200h en tant que pilote.
- Pilote de ligne (ATP) : attribué après réussite d'un examen théorique en langue anglaise suivi d'un examen pratique avec un examinateur qualifié de la division membre, possible après 750h en tant que pilote.
- Instructeur émérite (SFI) : attribué spécialement par les instructeurs du département examens. En février 2020, 24 membres sont titulaires de ce grade.
- Chef Instructeur (CFI) : attribué spécialement aux Directeurs et Assistants Directeurs du département examens, conservé après leur démission. En janvier 2022, 14 membres sont titulaires de ce grade.

#### Contrôleurs aériens
Les grades contrôleurs sont les suivants:
- Contrôleur Aérien basique (AS1) : automatiquement attribué à l'inscription.
- Élève Contrôleur Aérien (AS2) : automatiquement attribué après 10h de contrôle.
- Élève Contrôleur émérite (AS3) : attribué après réussite d'un examen théorique en langue anglaise, possible après un minimum de 25h en ligne en tant que contrôleur.
- Contrôleur d'Aérodrome (ADC) : attribué après réussite d'un examen théorique en langue anglaise suivi d'un examen pratique avec un examinateur qualifié de la division membre, possible après un minimum de 50h en ligne en tant que contrôleur.
- Contrôleur Aérien d'Approche (APC) : attribué après réussite d'un examen théorique en langue anglaise suivi d'un examen pratique avec un examinateur qualifié de la division membre, possible après un minimum de 100h en ligne en tant que contrôleur.
- Contrôleur Aérien Régional (ACC) : attribué après réussite d'un examen théorique en langue anglaise suivi d'un examen pratique avec un examinateur qualifié de la division membre, possible après un minimum de 200h en ligne en tant que contrôleur.
- Contrôleur émérite (SEC) : attribué après réussite d'un examen théorique en langue anglaise suivi d'un examen pratique avec un examinateur qualifié de la division membre, possible après un minimum de 1000h en ligne en tant que contrôleur.
- Contrôleur Instructeur émérite (SAI) : attribué spécialement par les instructeurs du département examens. En février 2020, 24 membres sont titulaires de ce grade.
- Chef Contrôleur (CAI) : attribué spécialement aux Directeurs et Assistants Directeurs du département examens, conservé après leur démission. En janvier 2022, 14 membres sont titulaires de ce grade.

### Licence de contrôleur approuvé (GCA)
Suivant le règlement intérieur de l'organisation, les contrôleurs aériens n'ont pas le droit d'officier hors du territoire délimité par leur division.
Dans le cas ou le membre souhaiterait bénéficier d'une autorisation afin de contrôler hors de son pays, ce dernier a la possibilité de contacter le département des examens, afin de pouvoir passer un examen pratique en ligne, suivi ou non de la delivrance de l'autorisation de contrôle . La plupart du temps, le grade minimum requis pour la demande d'une GCA est celui d'ADC.

### Compagnies aériennes virtuelles
Afin de garantir un réalisme maximal, les membres ont la possibilité de mettre en place des compagnies aériennes afin de reproduire jusqu'au vol près les activités des vraies entreprises aéronautiques. Une compagnie peut être enregistrée si elle suit les critères suivants:
- Être active sur IVAO
- Être sans but lucratif
- Avoir un site internet actif et fonctionnel
- Une certaine expérience est demandée aux membres du personnel ainsi que des limites d'âges pouvant être également imposées aux pilotes-membres

Les principales compagnies francophones du réseau sont : Air France Virtuelle, Littoral Airlines, Aero VIP, Royal Air Maroc Virtuelle, mais ces dernières sont également implantées dans plusieurs divisions comme Ryanair Virtuelle, EasyJet Virtuelle ainsi que d'autres compagnies majeures.

## Logiciels de connexion
Afin de se connecter au réseau IVAO, les membres doivent se munir de logiciels téléchargeables, interagissant avec les simulateurs.
Les 21 et 22 décembre 2019, l'organisation annonce via son magazine le Virtual Sky la mise en ligne de nouveaux logiciels de connexion, baptisés Aurora (pour les contrôleurs), Altitude (pour les pilotes) et Artifice.

### Logiciels "Pilotes"
- IVAP (pour IVAO Pilot Client) est un plug-in permettant aux utilisateurs de FS2002, FS2004, Flight Simulator X, Prepar3D, de connecter leur simulateur au réseau IVAO. Le logiciel intègre les moyens de communications avec les services de contrôle aérien, ainsi que d'autres fonctions techniques, utilisables par les membres.
- X-IVAP est une variante d'IVAP, développée pour les utilisateurs de X-Plane.
- Altitude, publié en décembre 2019, toujours en version BETA.

### Logiciels "Contrôleurs"

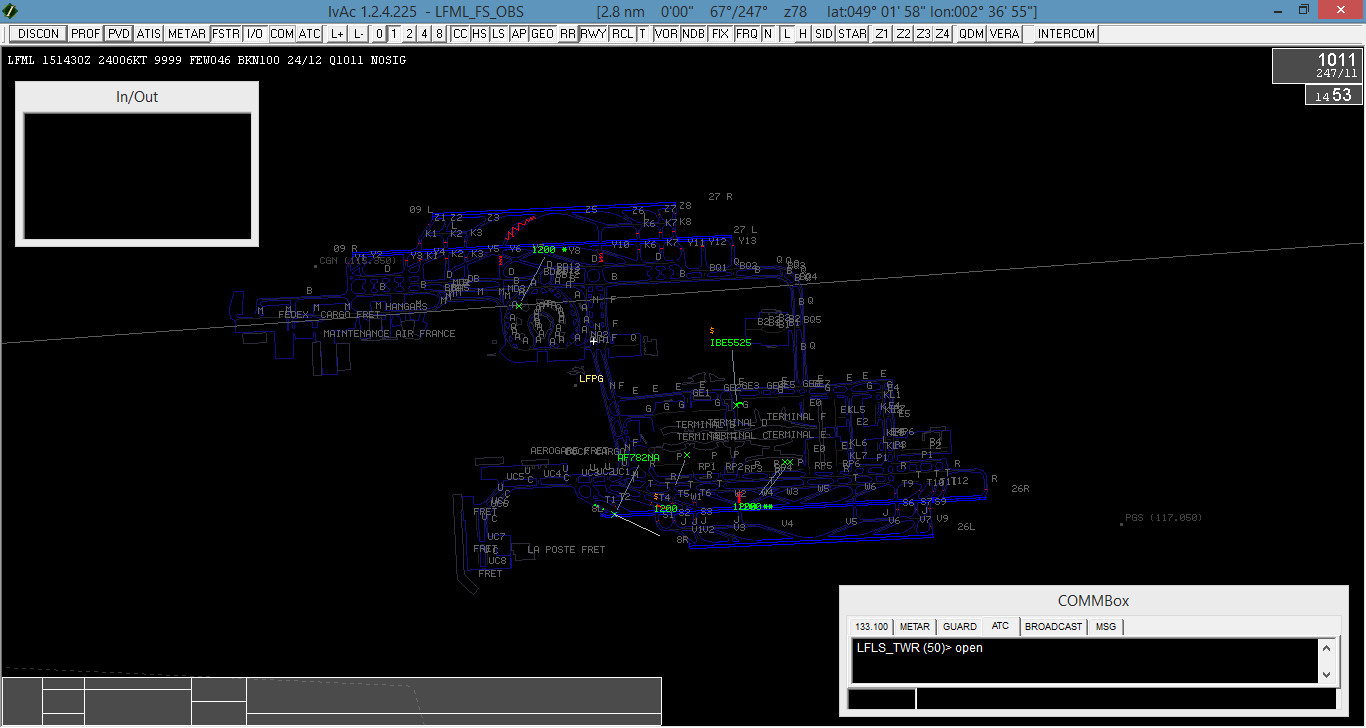
Logiciel de Contrôle pour IVAO (IVAC) / Fichier secteur de Paris-Charles-de-Gaulle

Les membres inscrits en tant que contrôleurs aériens doivent télécharger sur leur ordinateur indifféremment de la marque de ce dernier des logiciels permettant la visualisation dans l'espace des pilotes connectés grâce aux logiciels mentionnés plus haut.
- IvAc (pour IVAO ATC Client), est un programme à part entière spécialement développé par IVAO basé sur les écrans radar d'institutions chargées des services de contrôle aérien réel telles que Belgocontrol, Eurocontrol ou Amsterdam Radar. le logiciel imitant la majeure partie des installations réelles permet la bonne gestion des pilotes depuis la position de "Delivery" jusqu'aux centres de contrôle régionaux. La représentation des secteurs est prise en charge par les divisions du réseau, qui assurent la production des "fichiers secteurs" compatibles avec IvAc 1.
- IvAc 2 développé par Terminal 2 Solutions est une version améliorée d'IvAc version 1 permettant une modernisation des séances de contrôle aérien, destinée à fluidifier la gestion des vols sur le réseau. la production des fichiers secteurs est confiée à des équipes de développement pouvant être extérieures au réseau.
- Aurora, publié en décembre 2019, toujours en version BETA.
- IvAi, est une interface développée par l'organisation destinée a permettre les vols multi-équipages ainsi que les séances multi-écrans pour les contrôleurs aériens.
- Artifice, publié en décembre 2019, toujours en version BETA

### Logiciels communs
- IVAO a l'utilisation exclusive du logiciel Teamspeak 2, utilisé pour la communication entre les pilotes et les contrôleurs aériens. Les échanges s'effectuent via des "fréquences" réglées par les utilisateurs, lorsque le contact ATC-Pilote est nécessaire. Des chaînes spéciales sont dédiées au personnel de direction du réseau.
- TS info soit Teamspeak info, logiciel développé par Fabio Marracci, permet d'afficher lors du contrôle aérien ou bien d'un vol, qui parle en fréquence, ce qui est utile en cas de grande affluence lors d'un contrôle ATC.
- IVAO utilise également nombre de serveur Discord mais ne les utilise que pour des réunions, la coordination entre contrôleurs (un salon par aéroport, TMA ou FIR)  ou bien pour les rencontres et briefing lors de trainings ou examens. Un serveur IVAO Family  et un serveur Discord par division est accessible à toute personne ayant un compte sur IVAO.
- MTL est une bibliothèque téléchargeable afin d'afficher les avions correspondants sur chaque logiciel, utilisable par les pilotes mais aussi les contrôleurs avec Ivai.
- Afin d'observer l'activité du réseau IVAO, l'organisation a mis en place un logiciel téléchargeable prénommé "IVAO The Eye", arrêté peu après sa publication à cause de sa consommation trop élevée pour les serveurs IVAO. Il est remplacé par le site internet consultable depuis n'importe quelle plateforme prenant le nom de "IVAO Web Eye"[11].

## Logiciels de création
Plusieurs logiciels développés par des membres d'IVAO, permettent la création ou l'amélioration de ce que l'on appelle les fichiers secteur : les tracés qui apparaissent sur les radars et qui doivent être le plus possible fidèles à la réalité.

### Logiciels pour les fichiers secteur d'IVAC
- IvAc Capture : logiciel développé par Fabio Marracci (Bafio) et capable de générer points, lignes et dessins complexes  IvAc Capture
- IVAO Utilities : logiciels développés par Hervé Sors (www.aero.sors.fr) et comportant une infinité de fonctionnalités utiles à la création de fichiers secteur aussi bien pour IvAc que pour Aurora
- SectorFile Testing Utility : logiciel développé par le département développement, SoftDev, d'IVAO pour la vérification des fichiers secteur IvAc